# Rhodesiella simulans
Rhodesiella simulans är en tvåvingeart som beskrevs av Kanmiya 1983. Rhodesiella simulans ingår i släktet Rhodesiella och familjen fritflugor. Inga underarter finns listade i Catalogue of Life.